# 秋葉就一
秋葉 就一（あきば しゅういち、1968年（昭和43年）11月26日 - ）は、日本の政治家。千葉県議会議員（2期）。
千葉県八千代市長（1期）、八千代市議会議員（4期）などを歴任した。

## 概要
千葉県船橋市生まれ。1977年から1年間、ロンドンに在住。八千代市立米本南小学校、八千代市立阿蘇中学校、千葉県立千葉東高等学校普通科、東京外国語大学外国語学部英米語学科卒業。1994年9月、東京都立大学 (1949-2011)大学院社会科学研究科修士課程修了。1995年、立教大学大学院法学研究科政治学専攻博士課程に入学したが、2年後に中途退学した。1998年から、大学院に通うかたわら2007年まで塾講師を務める。
1998年12月、八千代市議会議員選挙に民主党公認で立候補し、初当選。2002年に再選。2005年11月、市政への方針の違いから民主党を離党した。2006年、2010年の八千代市議選には無所属で立候補し、それぞれ再選。
2013年4月30日、豊田俊郎八千代市長が同年7月の第23回参議院議員通常選挙に立候補するため、市長を辞職した。豊田の辞職に伴う八千代市長選挙に無所属で立候補し、元千葉県議会議員の服部友則（自由民主党・公明党推薦）ら2候補を破り、初当選した。投票率は41.84％。
2014年11月27日、八千代市議会は秋葉に対する辞職勧告決議を可決した。「新川地区整備計画の中止ともとれる公約を掲げながら、前市長時代の計画通りの事業を執行した」「2013年7月から副市長不在の状態のまま、予算の裏付けのない場当たり的な施策を行っている」「市議会が第2斎場建設に向け、用地選定委員会設置を盛り込んだ決議をしたにもかかわらず無視をした」などの事例が理由とされた。秋葉は辞職勧告に従わなかった。
2017年5月21日の市長選は秋葉を含め5人の候補者の争いとなったが、得票数2位で落選した。
2019年4月、千葉県議会議員選挙に無所属で立候補し初当選した。